# 基诺沙暴乱
雅各布·布莱克枪击事件发生后，威斯康辛州基诺沙和其他地方发生了抗议示威和暴乱。

## 背景
雅各布·布莱克是一名非裔美国人。威斯康辛州基诺沙市警察逮捕布莱克时，布莱克抗拒执法走向自己车辆的驾驶室，被警察拉斯滕·谢斯基（Rusten Sheskey）从身后射中七枪。

## 暴乱

### 第一天：8月23日
晚10:15，基诺沙县宣布进入紧急状态，用垃圾车封锁了第56街。晚11:05，警察开始发射催泪瓦斯和橡皮子弹驱散人群，持续了一整夜。午夜，暴徒在基诺沙县法院大楼窗前纵火，点燃了至少三辆垃圾车和一辆手推车。 
凌晨2:30，Sheridan路一家二手车店的一辆卡车被暴徒纵火。大火逐渐蔓延，另外100辆车中的大多数均着火。大火还烧坏了不远处Bradford社区教堂的入口标志。市区西部的商店在黎明前数小时内均被暴徒纵火抢劫。市政中心公园周围的建筑物，包括邮局、Reuther高中、基诺沙县行政大楼和恐龙博物馆等，其前窗和入口处均被暴徒破坏。
一架Lenco BearCat装甲运兵车被暴徒破坏，一名警官被暴徒用砖头砸中头部昏迷。

### 第二天：8月24日
白天，抗议者举行了和平示威。 

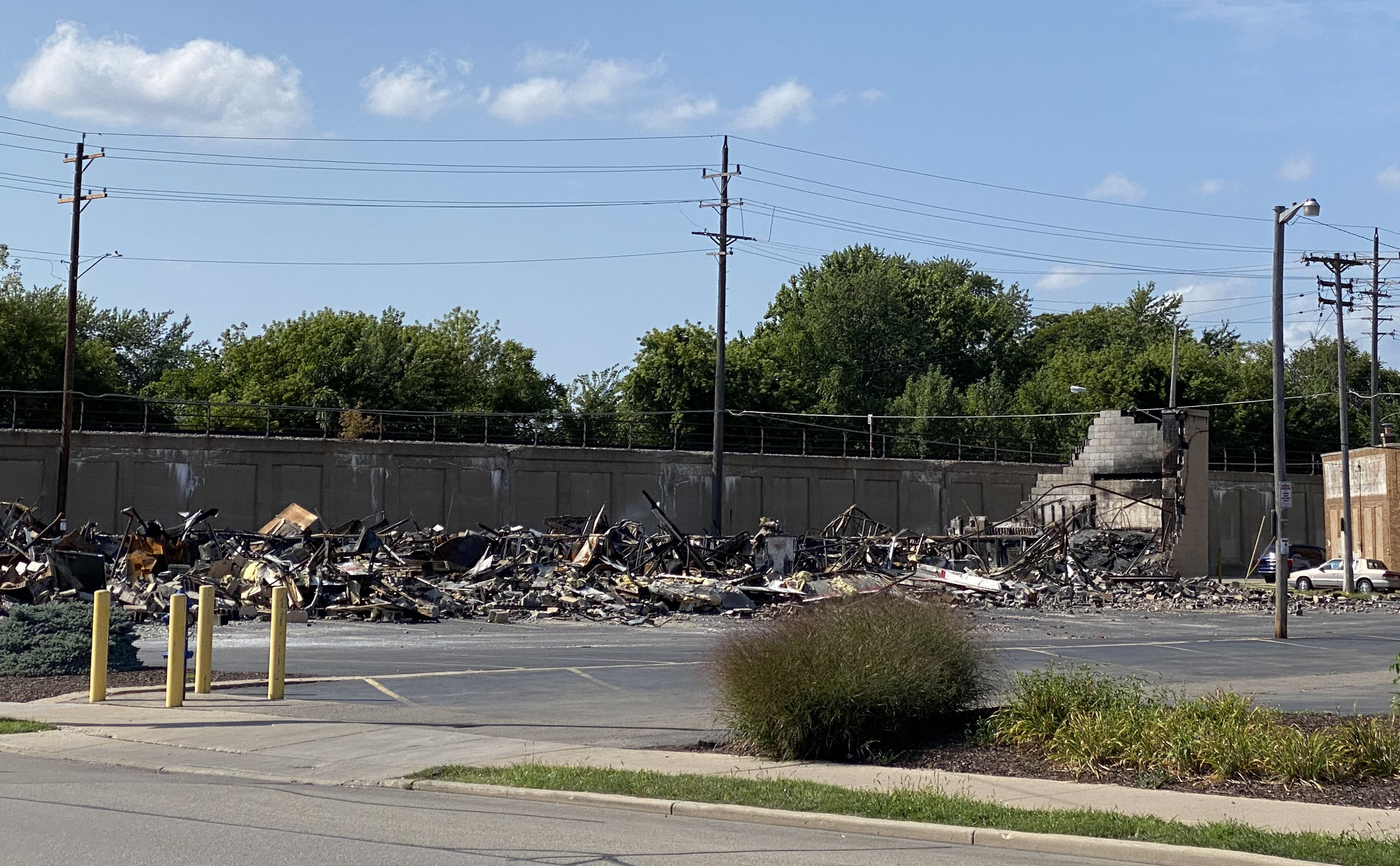
惩教署大楼废墟

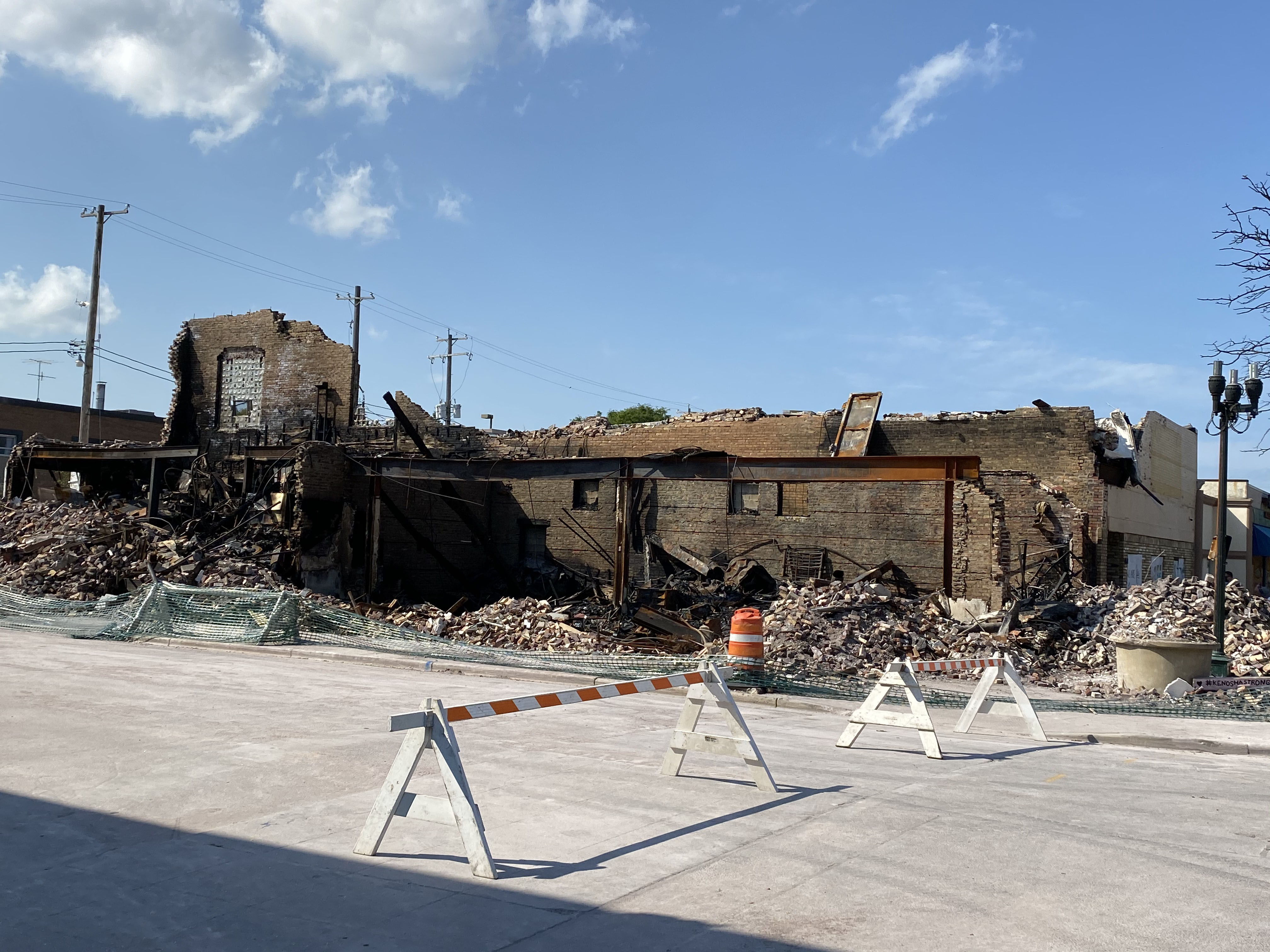
丹麦兄弟会旅馆废墟

州长托尼·埃弗斯调动威斯康辛州国民警卫队，保护基诺沙的消防员和重要基础设施。威斯康辛州的美国公民自由联盟强烈反对这一举动。
基诺沙县宣布实行宵禁，于8月24日晚8:00生效。当晚， 芝加哥城市鐵路在沃基根站以北停运。基诺沙县41号州际公路和94号州际公路出口被关闭。
暴徒把门从铰链上卸下，试图强行闯入公共安全大楼，随即被胡椒喷雾驱散。晚上8:30左右，由于暴徒向警察发射烟花，警方遂向暴徒发射催泪瓦斯，驱散非法聚集在法院大楼附近的人群。不久，另一辆垃圾车被暴徒点燃，一家汽车经销商被洗劫一空，一家家具店被烧毁。当地民众自发武装起来保护市区的加油站。几盏路灯被暴徒推倒。凌晨1:00，市中心几家商店被暴徒纵火。 
威斯康辛州惩教署一大楼和该市的丹麦兄弟会旅馆等重要建筑被暴徒纵火。几所住宅公寓和房屋也被暴徒烧毁。消防人员一直工作到8月25日上午。

### 第三天：8月25日
县议会向政府致信。州长请求再部署2,000名国民警卫队，宣布该地区进入紧急状态，并向州国民警卫队调派250名士兵到市里。
执法部门竖起栅栏保护法院。暴徒整夜试图闯入未果。
街道上，不少民众武装起来。警方说，并没有邀请这些人，这些人对警察也没有帮助。但是，有手机录像显示警察对武装民众表示感谢，还给了他们一些瓶装水。 
晚11:45左右，一名持有半自动步枪的少年凯尔·里滕豪斯向三人开枪，其中两人死亡。凯尔·里滕豪斯是来自伊利诺伊州安條克的17岁白人，他当时正在停车场内被人追赶。一人向他扑来，他便开了四枪，将其头部击中。他后来被几人追到街上放倒，又向他们开了几枪。他随后举起双手向警车走去，但警车驶离，人群则大声呼喊，要求警方逮捕他。

### 第四天：8月26日
县议会再次向政府致信。州长请求再部署1500名国民警卫队。

### 8月29日
数千民众繼續在基諾沙市示威遊行。

## 凶杀调查
伊利诺伊州法院公开记录显示，8月26日，凯尔·里滕豪斯因8月25日枪击事件，被控犯有一级谋杀罪，已在家乡被逮捕。他被指派一名公设辩护人，计划于8月28日出席引渡听证会。根据威斯康辛州法律，他将以成人身份被指控。
8月26日，警方宣布，枪击造成两死一伤，死者分别是26岁的银湖人和36岁的基诺沙人。一名26岁男性被射中手臂幸存。
凯尔·里滕豪斯是“警察的命也是命”的支持者。在枪击事件发生前，凯尔·里滕豪斯曾说他是当地保护商业民兵组织成员，他们拿起武器保护城市免受“恶棍”的袭击
8月27日，Lin Wood与Pierce Bainbridge被聘为凯尔·里滕豪斯的辩护律师。
8月28日，法官宣布里滕豪斯的引渡被推迟到9月25日。